# Lista startów kosmicznych (1957–1960)
Chronologiczna lista startów rakiet nośnych, których celem było wprowadzenie ładunku na orbitę okołoziemską, w kierunku Księżyca lub na orbitę heliocentryczną. Lista może być niepełna.
Kolorem szarym zaznaczone są starty nieudane z powodu awarii rakiety nośnej.
Kolorem ciemnoszarym zaznaczone jest uszkodzenie lub zniszczenie rakiety nośnej podczas przygotowań przedstartowych.
Wszystkie daty podane są według czasu uniwersalnego (UTC).
Flagą oznaczono państwo, które było właścicielem rakiety nośnej.
Jako miejsce startu podano nazwę kosmodromu i kompleksu startowego (LC – ang. launch complex)

## 1944
| Data i godzina startu | Rakieta nośna | Miejsce startu | Ładunek | Uwagi                                                                |
| --------------------- | ------------- | -------------- | ------- | -------------------------------------------------------------------- |
| 20 czerwca 1944       | A4 / MW 18014 | Peenemünde     | brak    | Pierwszy obiekt, który przekroczył linię Kármána (lot suborbitalny). |

## 1957
| Data i godzina startu         | Rakieta nośna  | Miejsce startu          | Ładunek                         | Uwagi                                                  |
| ----------------------------- | -------------- | ----------------------- | ------------------------------- | ------------------------------------------------------ |
| 4 października 1957, 19:28:34 | Sputnik 8K71PS | Bajkonur (LC-1/5)       | Sputnik 1 (PS-1)                | Pierwszy sztuczny satelita Ziemi.                      |
| 3 listopada 1957, 02:30:42    | Sputnik 8K71PS | Bajkonur (LC-1/5)       | Sputnik 2 (PS-2)                | Pierwszy lot kosmiczny żywego zwierzęcia (pies Łajka). |
| 6 grudnia 1957, 16:44:35      | Vanguard       | Cape Canaveral (LC-18A) | Vanguard TV-3 (6.5in Sat No. 1) | Eksplozja rakiety 2 s po starcie.                      |

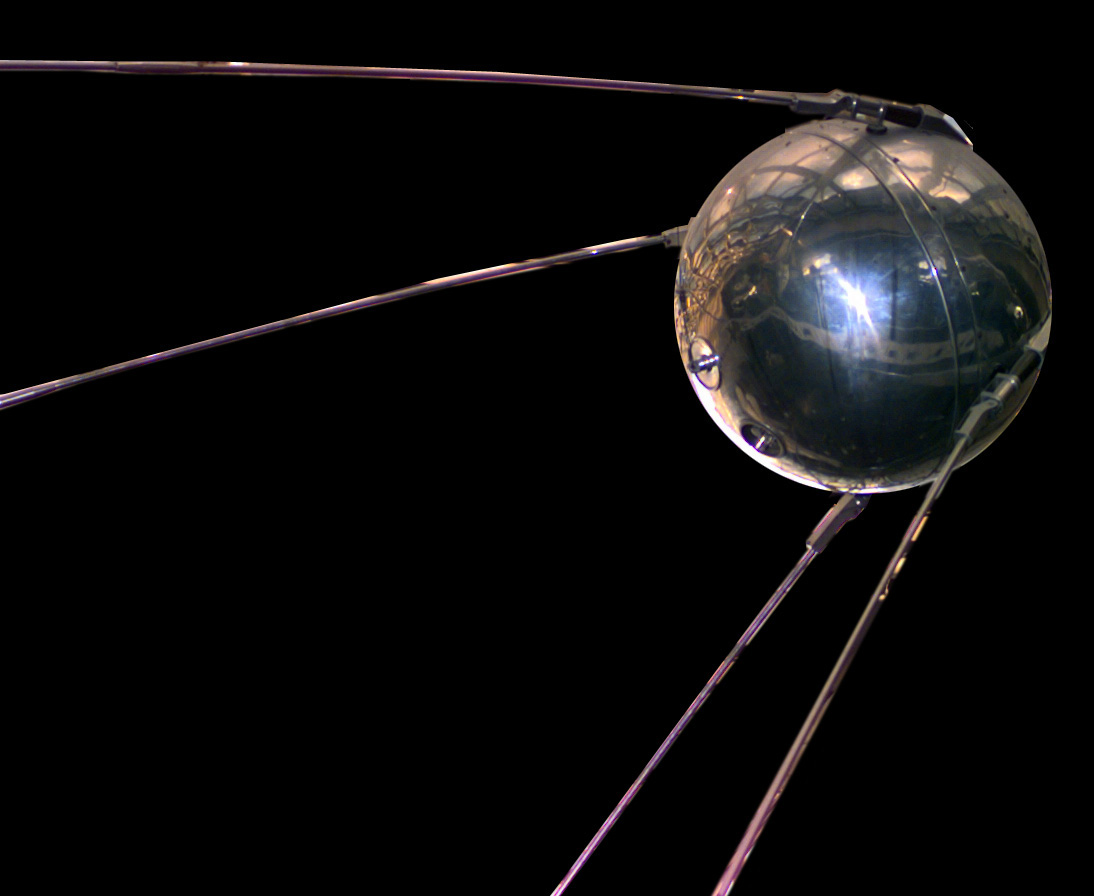
Sputnik 1
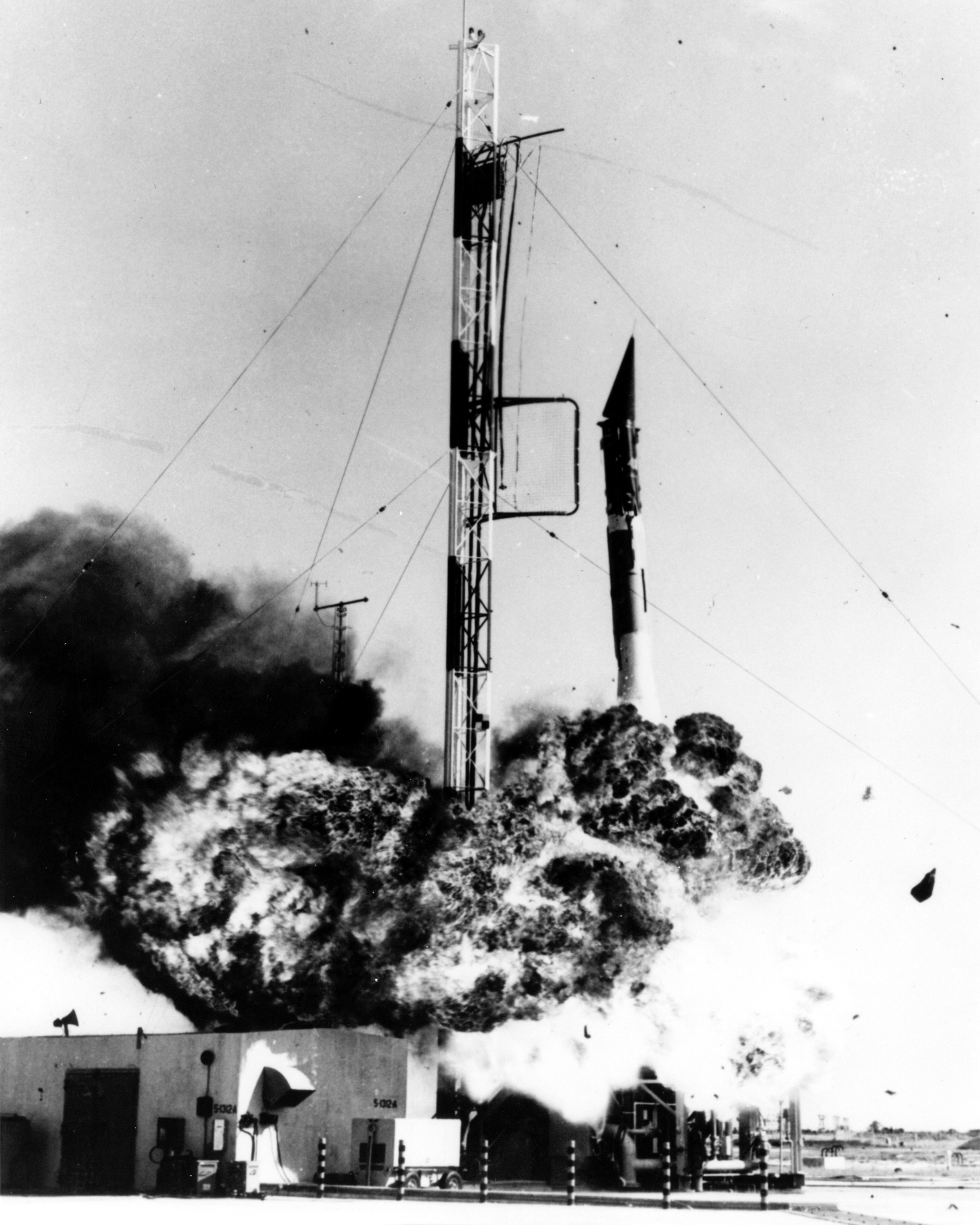
Vanguard TV-3

## 1958
| Data i godzina startu          | Rakieta nośna   | Miejsce startu                                      | Ładunek                                 | Uwagi |
| ------------------------------ | --------------- | --------------------------------------------------- | --------------------------------------- | --- |
| 1 lutego 1958, 03:47:56        | Jupiter C       | Cape Canaveral (LC-26A)                             | Explorer 1                              | Pierwszy amerykański sztuczny satelita Ziemi. Odkrycie pasów radiacyjnych Van Allena.                                              |
| 5 lutego 1958, 07:33           | Vanguard        | Cape Canaveral (LC-18A)                             | Vanguard TV-3BU (6.5in Sat No. 2)       | Utrata kontroli nad rakietą w 57 s lotu.                                                                                           |
| 5 marca 1958, 18:27:57         | Jupiter C       | Cape Canaveral (LC-26A)                             | Explorer 2                              | Brak odpalenia czwartego stopnia rakiety.                                                                                          |
| 17 marca 1958, 12:15:41        | Vanguard        | Cape Canaveral (LC-18A)                             | Vanguard 1                              | Satelita naukowy. |
| 26 marca 1958, 17:38:03        | Jupiter C       | Cape Canaveral (LC-5)                               | Explorer 3                              | Satelita naukowy. |
| 27 kwietnia 1958, 09:01        | Sputnik 8A91    | Bajkonur (LC-1/5)                                   | Sputnik (D-1 No. 1)                     | Eksplozja rakiety w 97 s lotu. |
| 29 kwietnia 1958, 02:53:00     | Vanguard        | Cape Canaveral (LC-18A)                             | Vanguard TV-5 (20in X-ray No. 1)        | Brak odpalenia trzeciego stopnia rakiety.                                                                                          |
| 15 maja 1958, 07:00:35         | Sputnik 8A91    | Bajkonur (LC-1/5)                                   | Sputnik 3                               | Wielozadaniowy satelita naukowy.                                                                                                   |
| 28 maja 1958, 03:46:20         | Vanguard        | Cape Canaveral (LC-18A)                             | Vanguard SLV-1 (20in Lyman-Alpha No. 1) | Niewłaściwa trajektoria lotu trzeciego stopnia rakiety.                                                                            |
| 26 czerwca 1958, 05:00:52      | Vanguard        | Cape Canaveral (LC-18A)                             | Vanguard SLV-2 (20in X-ray No. 2)       | Awaria drugiego stopnia rakiety.                                                                                                   |
| 25 lipca 1958                  | NOTS-EV-1 Pilot | Naval Ordnance Test Station, China Lake (F4D-1 747) | NOTS 1 (Pilot 1)                        | Próba wyniesienia satelity przez rakietę wystrzeliwaną spod skrzydła samolotu.                                                     |
| 26 lipca 1958, 15:00:57        | Jupiter C       | Cape Canaveral (LC-5)                               | Explorer 4                              | Satelita naukowy. |
| 12 sierpnia 1958               | NOTS-EV-1 Pilot | Naval Ordnance Test Station, China Lake (F4D-1 747) | NOTS 2 (Pilot 2)                        | Rakieta wystrzeliwana spod skrzydła samolotu.                                                                                      |
| 17 sierpnia 1958, 12:18        | Thor Able I     | Cape Canaveral (LC-17A)                             | Pioneer 0 (Able 1)                      | Sonda księżycowa. Pierwsza próba startu poza orbitę wokółziemską. Eksplozja rakiety w 73,6 s po starcie.                           |
| 22 sierpnia 1958               | NOTS-EV-1 Pilot | Naval Ordnance Test Station, China Lake (F4D-1 747) | NOTS 3 (Pilot 3)                        | Rakieta wystrzeliwana spod skrzydła samolotu.                                                                                      |
| 24 sierpnia 1958, 06:17:22     | Jupiter C       | Cape Canaveral (LC-5)                               | Explorer 5                              | Kolizja pierwszego stopnia rakiety z wyższymi.                                                                                     |
| 25 sierpnia 1958               | NOTS-EV-1 Pilot | Naval Ordnance Test Station, China Lake (F4D-1 747) | NOTS 4 (Pilot 4)                        | Rakieta wystrzeliwana spod skrzydła samolotu.                                                                                      |
| 26 sierpnia 1958               | NOTS-EV-1 Pilot | Naval Ordnance Test Station, China Lake (F4D-1 747) | NOTS 5 (Pilot 5)                        | Rakieta wystrzeliwana spod skrzydła samolotu.                                                                                      |
| 28 sierpnia 1958               | NOTS-EV-1 Pilot | Naval Ordnance Test Station, China Lake (F4D-1 747) | NOTS 6 (Pilot 6)                        | Rakieta wystrzeliwana spod skrzydła samolotu.                                                                                      |
| 23 września 1958, 07:40:23     | Wostok-Ł 8K72   | Bajkonur (LC-1/5)                                   | Łuna (Je-1 No. 1)                       | Sonda księżycowa. Awaria pierwszego stopnia rakiety w 93 s po starcie.                                                             |
| 26 września 1958, 15:38        | Vanguard        | Cape Canaveral (LC-18A)                             | Vanguard SLV-3 (20in Cloud cover No. 1) | Awaria drugiego stopnia rakiety.                                                                                                   |
| 11 października 1958, 08:42:13 | Thor Able I     | Cape Canaveral (LC-17A)                             | Pioneer 1                               | Sonda księżycowa. Przedwczesne wyłączenie drugiego stopnia rakiety. Lot suborbitalny na odległość 113 854 km od powierzchni Ziemi. |
| 11 października 1958, 21:41:58 | Wostok-Ł 8K72   | Bajkonur (LC-1/5)                                   | Łuna (Je-1 No. 2)                       | Sonda księżycowa. Awaria pierwszego stopnia rakiety w 104 s po starcie.                                                            |
| 23 października 1958, 03:21:04 | Jupiter C       | Cape Canaveral (LC-5)                               | Beacon 1                                | Odpadnięcie górnych stopni rakiety podczas startu.                                                                                 |
| 8 listopada 1958, 07:30:21     | Thor Able I     | Cape Canaveral (LC-17A)                             | Pioneer 2                               | Sonda księżycowa. Brak odpalenia trzeciego stopnia rakiety. Lot suborbitalny na odległość 1550 km od powierzchni Ziemi.            |
| 4 grudnia 1958, 18:18:45       | Wostok-Ł 8K72   | Bajkonur (LC-1/5)                                   | Łuna (Je-1 No. 3)                       | Sonda księżycowa. Awaria drugiego stopnia rakiety w 245 s po starcie.                                                              |
| 6 grudnia 1958, 05:44:52       | Juno II         | Cape Canaveral (LC-5)                               | Pioneer 3                               | Przedwczesne wyłączenie pierwszego stopnia rakiety. Lot suborbitalny na odległość 102 322 km od powierzchni Ziemi.                 |
| 18 grudnia 1958, 23:02         | Atlas B         | Cape Canaveral (LC-11)                              | SCORE                                   | Pierwszy satelita telekomunikacyjny (przekaz nagrania głosu prezydenta USA).                                                       |

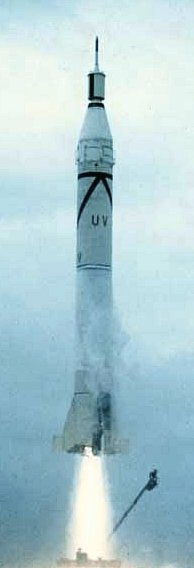
Jupiter C (Explorer 2)
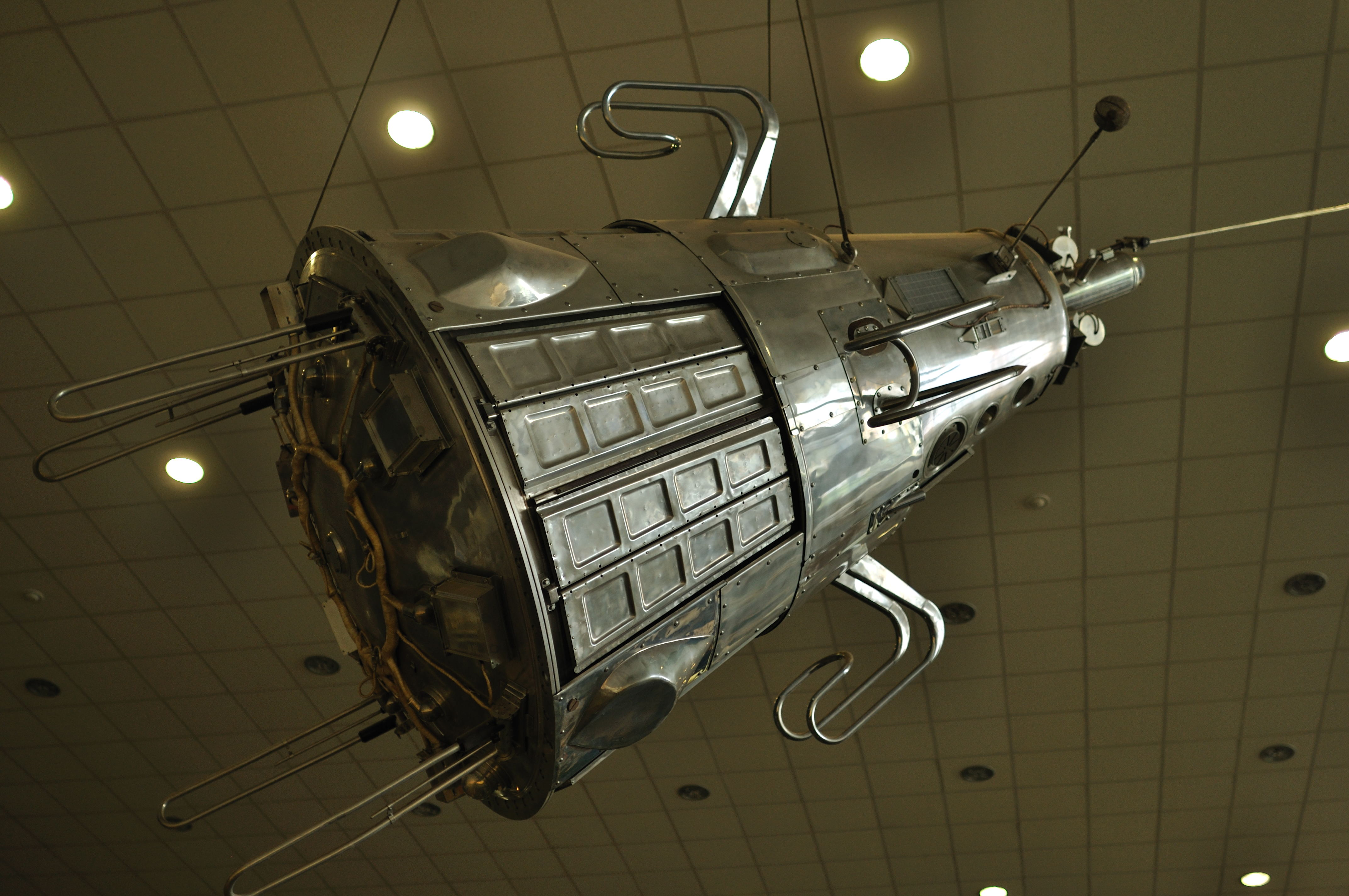
Sputnik 3
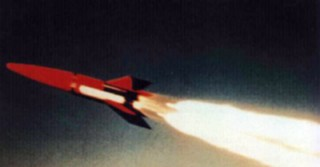
NOTS-EV-1 Pilot
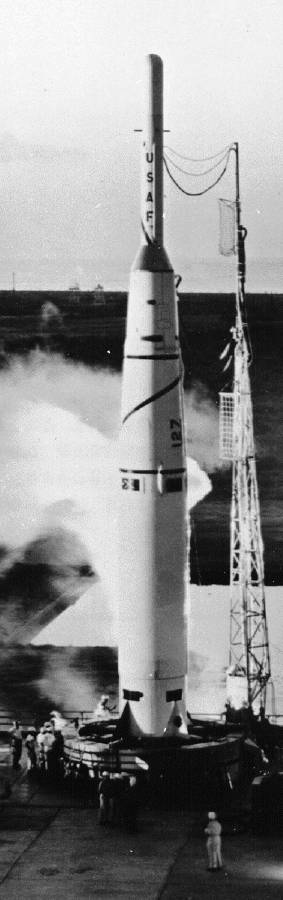
Thor Able I (Pioneer 0)
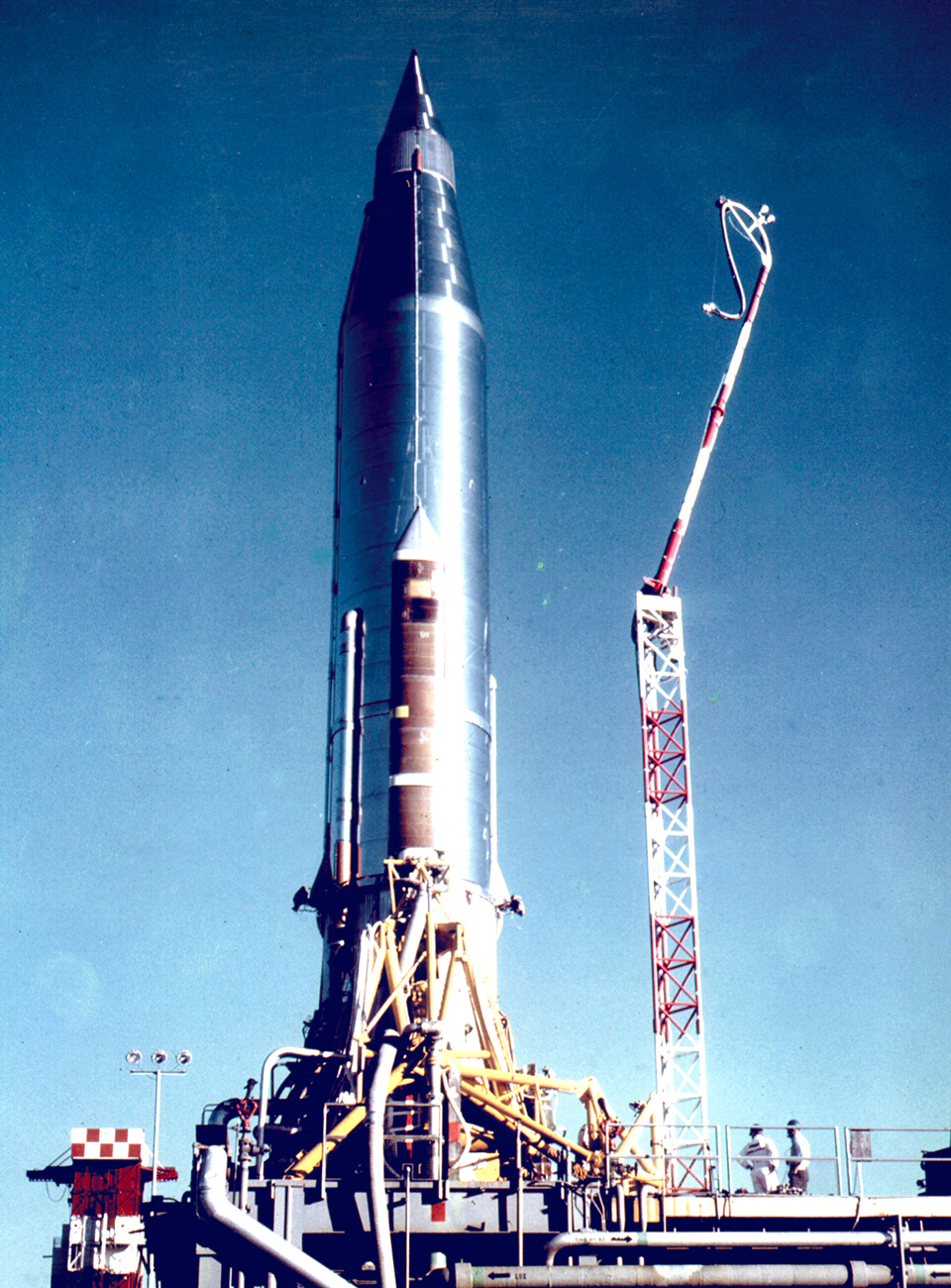
Atlas B (SCORE)

## 1959
| Data i godzina startu          | Rakieta nośna | Miejsce startu          | Ładunek                                                                           | Uwagi |
| ------------------------------ | ------------- | ----------------------- | --------------------------------------------------------------------------------- | --- |
| 2 stycznia 1959, 16:41:24      | Wostok-Ł 8K72 | Bajkonur (LC-1/5)       | Łuna 1                                                                            | Przelot obok Księżyca. Pierwsza sonda, która osiągnęła drugą prędkość kosmiczną i weszła na orbitę heliocentryczną. |
| 21 stycznia 1959               | Thor Agena A  | Vandenberg (75-3-4)     | Discoverer 0                                                                      | Przedwczesna separacja członów rakiety i odpalenie silników ulażowych członu Agena A podczas przygotowań do startu. |
| 17 lutego 1959, 15:55          | Vanguard      | Cape Canaveral (LC-18A) | Vanguard 2                                                                        | Satelita naukowy.                                                                                                   |
| 28 lutego 1959, 21:49:16       | Thor Agena A  | Vandenberg (75-3-4)     | Discoverer 1                                                                      | Utrata łączności z rakietą przed osiągnięciem orbity. [start został ogłoszony jako sukces]                          |
| 3 marca 1959, 05:10:56         | Juno II       | Cape Canaveral (LC-5)   | Pioneer 4                                                                         | Przelot obok Księżyca i wejście na orbitę heliocentryczną.                                                          |
| 13 kwietnia 1959, 21:18:39     | Thor Agena A  | Vandenberg (75-3-4)     | Discoverer 2                                                                      | Prototyp satelity rozpoznawczego KH-1. Pierwszy satelita stabilizowany trójosiowo, na orbicie biegunowej.           |
| 14 kwietnia 1959, 02:49:46     | Vanguard      | Cape Canaveral (LC-18A) | Vanguard SLV-5 (13in Magnetometer No. 1) Vanguard Balloon (Air density satellite) | Awaria drugiego stopnia rakiety.                                                                                    |
| 3 czerwca 1959, 20:09:20       | Thor Agena A  | Vandenberg (75-3-4)     | Discoverer 3                                                                      | Cztery myszy na pokładzie. Awaria członu Agena A podczas startu.                                                    |
| 18 czerwca 1959, 08:08         | Wostok-Ł 8K72 | Bajkonur (LC-1/5)       | Łuna (Je-1A No. 5)                                                                | Sonda księżycowa. Awaria drugiego stopnia rakiety w 153 s po starcie.                                               |
| 22 czerwca 1959, 20:16:09      | Vanguard      | Cape Canaveral (LC-18A) | Vanguard SLV-6 (20in Radiation Balance)                                           | Awaria drugiego stopnia rakiety.                                                                                    |
| 25 czerwca 1959, 22:47:45      | Thor Agena A  | Vandenberg (75-3-5)     | Discoverer 4                                                                      | Awaria członu Agena A.                                                                                              |
| 16 lipca 1959, 17:37:03        | Juno II       | Cape Canaveral (LC-5)   | Explorer (S-1)                                                                    | Zniszczenie rakiety 5,5 s po starcie.                                                                               |
| 7 sierpnia 1959, 14:24:20      | Thor Able III | Cape Canaveral (LC-17A) | Explorer 6                                                                        | Satelita naukowy.                                                                                                   |
| 13 sierpnia 1959, 19:00:08     | Thor Agena A  | Vandenberg (75-3-4)     | Discoverer 5                                                                      | Satelita rozpoznawczy KH-1 (misja nieudana).                                                                        |
| 15 sierpnia 1959, 00:31:00     | Juno II       | Cape Canaveral (LC-26B) | Beacon 2                                                                          | Awaria pierwszego stopnia rakiety.                                                                                  |
| 19 sierpnia 1959, 19:24:44     | Thor Agena A  | Vandenberg (75-3-5)     | Discoverer 6                                                                      | Satelita rozpoznawczy KH-1 (misja nieudana).                                                                        |
| 12 września 1959, 06:39:42     | Wostok-Ł 8K72 | Bajkonur (LC-1/5)       | Łuna 2                                                                            | Pierwszy zrealizowany lot z Ziemi na Księżyc. Uderzenie w powierzchnię Księżyca.                                    |
| 17 września 1959, 14:34        | Thor Able II  | Cape Canaveral (LC-17A) | Transit 1A                                                                        | Brak odpalenia trzeciego stopnia rakiety.                                                                           |
| 18 września 1959, 05:20:07     | Vanguard      | Cape Canaveral (LC-18A) | Vanguard 3                                                                        | Satelita naukowy.                                                                                                   |
| 24 września 1959               | Atlas C Able  | Cape Canaveral (LC-12)  | (Pioneer P-1)                                                                     | Eksplozja rakiety podczas testów przedstartowych. Ładunek nie był zamontowany na rakiecie.                          |
| 4 października 1959, 00:43:39  | Wostok-Ł 8K72 | Bajkonur (LC-1/5)       | Łuna 3                                                                            | Wykonanie pierwszych fotografii niewidocznej strony Księżyca.                                                       |
| 13 października 1959, 15:30:04 | Juno II       | Cape Canaveral (LC-5)   | Explorer 7                                                                        | Satelita naukowy.                                                                                                   |
| 7 listopada 1959, 20:28:41     | Thor Agena A  | Vandenberg (75-3-4)     | Discoverer 7                                                                      | Satelita rozpoznawczy KH-1 (misja nieudana).                                                                        |
| 20 listopada 1959, 19:25:24    | Thor Agena A  | Vandenberg (75-3-5)     | Discoverer 8                                                                      | Satelita rozpoznawczy KH-1 (misja nieudana).                                                                        |
| 26 listopada 1959, 07:26       | Atlas Able    | Cape Canaveral (LC-14)  | Pioneer P-3                                                                       | Sonda księżycowa. Odpadnięcie osłony ładunku 45 s po starcie i zniszczenie rakiety.                                 |

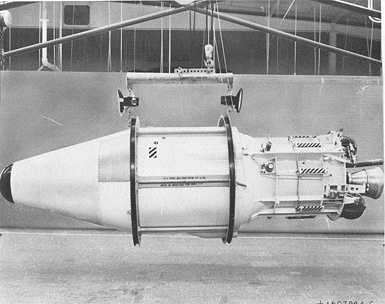
Discoverer 1
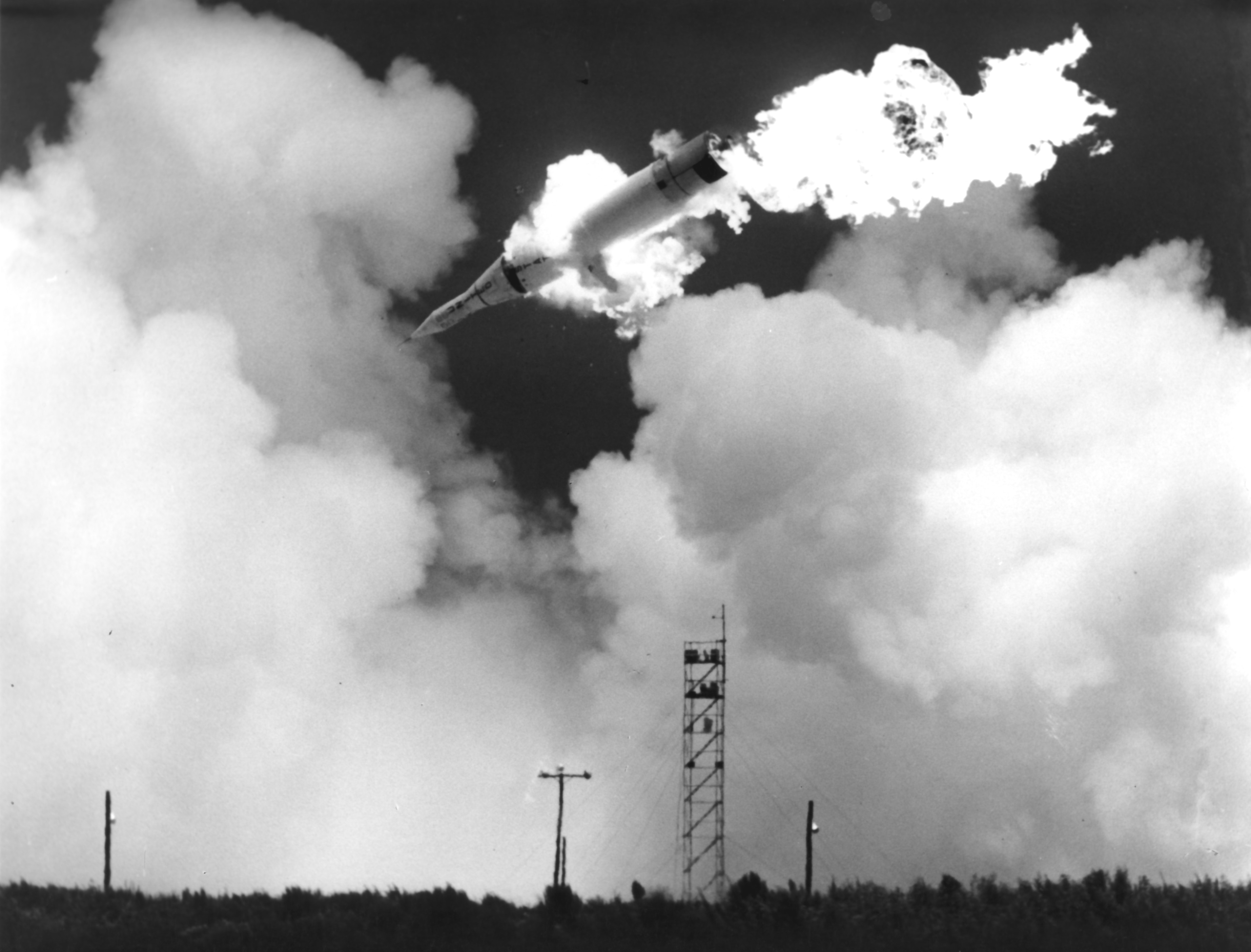
Juno II (S-1)
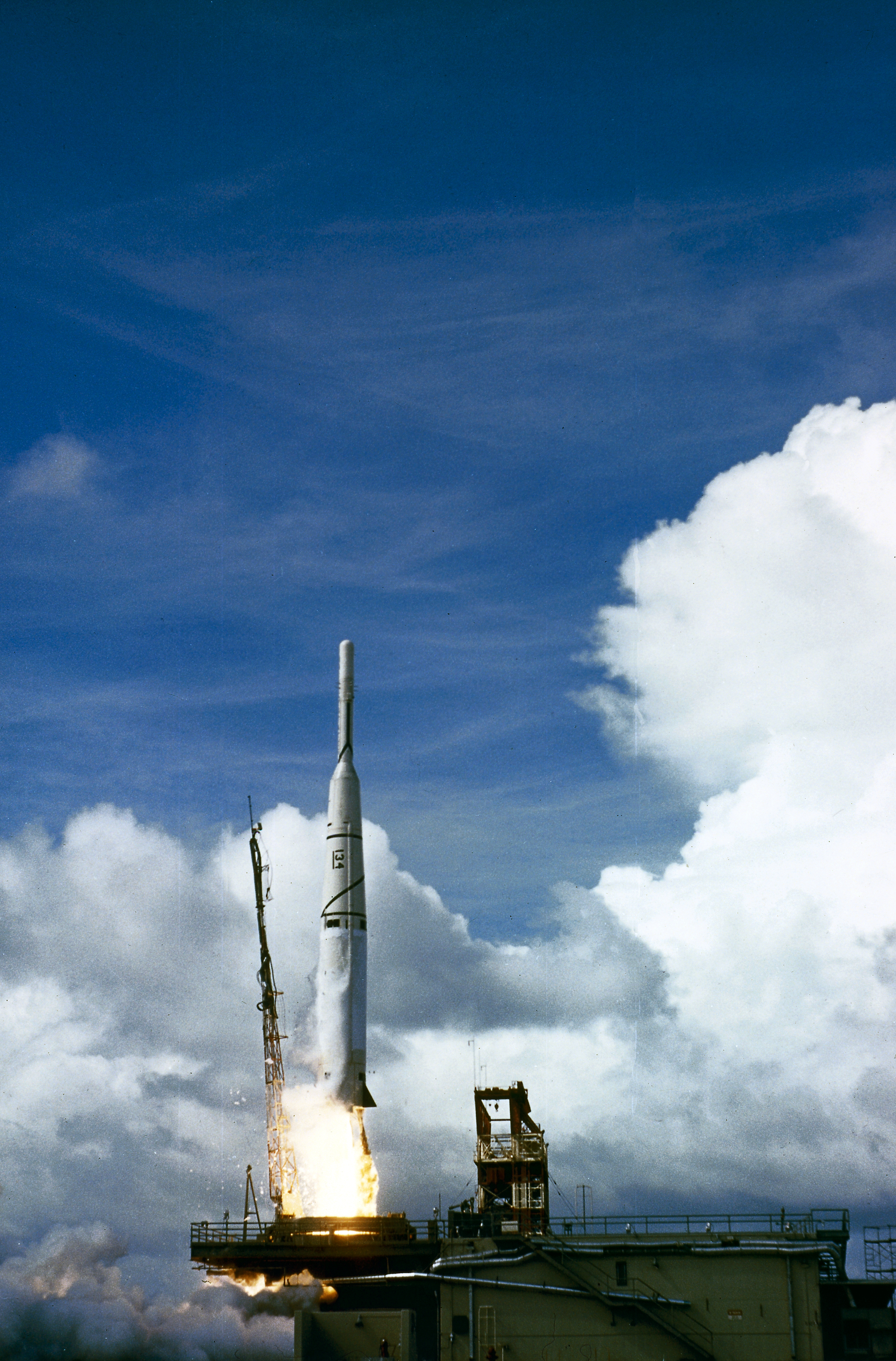
Thor Able III (Explorer 6)
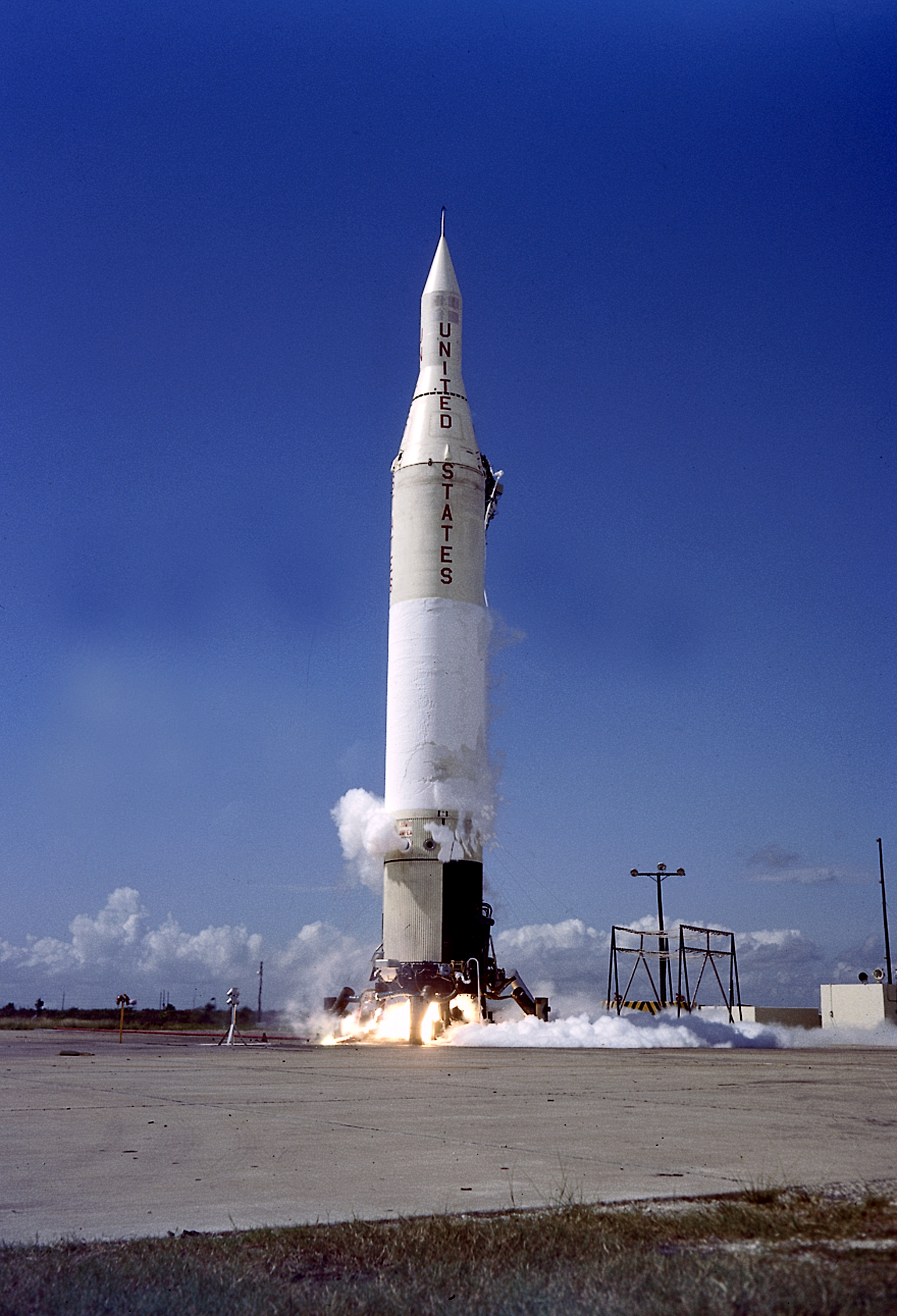
Juno II (Explorer 7)
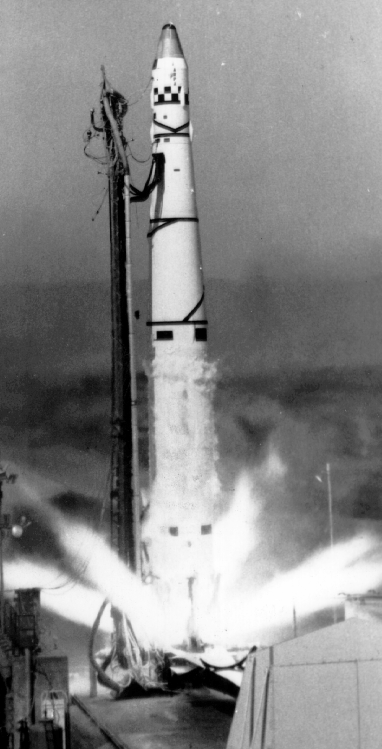
Thor Agena A (Discoverer 8)

## 1960
| Data i godzina startu          | Rakieta nośna | Miejsce startu          | Ładunek                      | Uwagi |
| ------------------------------ | ------------- | ----------------------- | ---------------------------- | --- |
| 4 lutego 1960, 18:51:45        | Thor Agena A  | Vandenberg (75-3-4)     | Discoverer 9                 | Awaria rakiety nośnej. |
| 19 lutego 1960, 20:15:14       | Thor Agena A  | Vandenberg (75-3-5)     | Discoverer 10                | Zniszczenie rakiety w 52 s lotu. |
| 26 lutego 1960, 17:25:30       | Atlas Agena A | Cape Canaveral (LC-14)  | MIDAS 1                      | Nieprawidłowe oddzielenie drugiego stopnia i zniszczenie rakiety.                                                                                |
| 11 marca 1960, 13:00:07        | Thor Able IV  | Cape Canaveral (LC-17A) | Pioneer 5                    | Orbita heliocentryczna. Pierwsza sonda przeznaczona do badania przestrzeni międzyplanetarnej.                                                    |
| 23 marca 1960, 13:35:11        | Juno II       | Cape Canaveral (LC-26B) | Explorer (S-46)              | Brak odpalenia trzeciego stopnia rakiety. |
| 1 kwietnia 1960, 11:40:09      | Thor Able II  | Cape Canaveral (LC-17A) | TIROS 1                      | Pierwszy satelita meteorologiczny. |
| 13 kwietnia 1960, 12:02:36     | Thor Ablestar | Cape Canaveral (LC-17B) | Transit 1B Solrad-Dummy      | Prototyp satelity nawigacyjnego dla US Navy. Makieta satelity GRAB.                                                                              |
| 15 kwietnia 1960, 15:06:45     | Wostok-Ł 8K72 | Bajkonur (LC-1/5)       | Łuna (Je-3 No. 1)            | Przedwczesne wyłączenie trzeciego stopnia rakiety. Lot suborbitalny na odległość około 200 000 km od powierzchni Ziemi.                          |
| 15 kwietnia 1960, 20:30:37     | Thor Agena A  | Vandenberg (75-3-5)     | Discoverer 11                | Satelita rozpoznawczy KH-1 (misja nieudana). |
| 16 kwietnia 1960, 16:07:41     | Wostok-Ł 8K72 | Bajkonur (LC-1/5)       | Łuna (Je-3 No. 2)            | Sonda księżycowa. Oderwanie się członu wspomagającego rakiety 0,4 s po starcie.                                                                  |
| 13 maja 1960, 09:16:05         | Thor Delta    | Cape Canaveral (LC-17A) | Echo 1                       | Awaria drugiego stopnia rakiety. |
| 15 maja 1960, 00:00:05         | Wostok 8K72   | Bajkonur (LC-1/5)       | Korabl-Sputnik 1             | Prototyp statku Wostok. |
| 24 maja 1960, 17:36:46         | Atlas Agena A | Cape Canaveral (LC-14)  | MIDAS 2                      | Prototyp satelity wczesnego ostrzegania przed pociskami balistycznymi.                                                                           |
| 22 czerwca 1960, 05:54         | Thor Ablestar | Cape Canaveral (LC-17B) | Transit 2A GRAB 1 (Solrad 1) | Transit 2A: Prototyp satelity nawigacyjnego dla US Navy. GRAB 1: Pierwszy operacyjny satelita rozpoznania sygnałów elektromagnetycznych (ELINT). |
| 29 czerwca 1960, 22:00:44      | Thor Agena A  | Vandenberg (75-3-4)     | Discoverer 12                | Awaria członu Agena A. |
| 28 lipca 1960, 09:31           | Wostok 8K72   | Bajkonur (LC-1/5)       | Wostok-1 No. 1               | Test statku Wostok. Dwa psy na pokładzie. Eksplozja rakiety w 28,5 s lotu.                                                                       |
| 10 sierpnia 1960, 20:37:54     | Thor Agena A  | Vandenberg (75-3-5)     | Discoverer 13                | Test satelity rozpoznawczego KH-1 (bez kamery). Pierwsze udane sprowadzenie kapsuły powrotnej z orbity okołoziemskiej.                           |
| 12 sierpnia 1960, 09:39:43     | Thor Delta    | Cape Canaveral (LC-17A) | Echo 1A                      | Pasywny satelita telekomunikacyjny. |
| 18 sierpnia 1960, 19:57:08     | Thor Agena A  | Vandenberg (75-3-4)     | Discoverer 14                | Pierwsza udana misja satelity rozpoznawczego KH-1. Pierwsze przechwycenie w locie kapsuły powrotnej z filmem.                                    |
| 18 sierpnia 1960, 19:58        | Thor Ablestar | Cape Canaveral (LC-17B) | Courier 1A                   | Eksplozja rakiety 2,5 min po starcie. |
| 19 sierpnia 1960, 08:44:06     | Wostok 8K72   | Bajkonur (LC-1/5)       | Korabl-Sputnik 2             | Test statku Wostok. Pierwsze udane sprowadzenie kapsuły ze zwierzętami (psy Biełka i Striełka) z orbity okołoziemskiej.                          |
| 13 września 1960, 22:13:39     | Thor Agena A  | Vandenberg (75-3-5)     | Discoverer 15                | Satelita rozpoznawczy KH-1 (misja nieudana). |
| 25 września 1960, 15:13:17     | Atlas Able    | Cape Canaveral (LC-12)  | Pioneer P-30                 | Sonda księżycowa. Awaria drugiego stopnia rakiety.                                                                                               |
| 4 października 1960, 17:50     | Thor Ablestar | Cape Canaveral (LC-17B) | Courier 1B                   | Pierwszy aktywny satelita telekomunikacyjny. |
| 10 października 1960, 14:27:49 | Mołnia 8K78   | Bajkonur (LC-1/5)       | Mars (1M No. 1)              | Sonda międzyplanetarna. Pierwsza próba lotu w kierunku Marsa. Awaria trzeciego stopnia rakiety.                                                  |
| 11 października 1960, 20:33:28 | Atlas Agena A | Point Arguello (LC-1-1) | Samos 1                      | Awaria drugiego stopnia rakiety. |
| 14 października 1960, 13:51:03 | Mołnia 8K78   | Bajkonur (LC-1/5)       | Mars (1M No. 2)              | Sonda międzyplanetarna. Brak odpalenia trzeciego stopnia rakiety.                                                                                |
| 26 października 1960, 20:26:09 | Thor Agena B  | Vandenberg (75-3-4)     | Discoverer 16                | Człon Agena B nie odłączył się od rakiety. |
| 3 listopada 1960, 05:23:10     | Juno II       | Cape Canaveral (LC-26B) | Explorer 8                   | Satelita naukowy. |
| 12 listopada 1960, 20:42:32    | Thor Agena B  | Vandenberg (75-3-5)     | Discoverer 17                | Satelita rozpoznawczy KH-2 (misja nieudana). |
| 23 listopada 1960, 11:13:03    | Thor Delta    | Cape Canaveral (LC-17A) | TIROS 2                      | Satelita meteorologiczny. |
| 30 listopada 1960, 19:50       | Thor Ablestar | Cape Canaveral (LC-17B) | Transit 3A GRAB (Solrad 2)   | Awaria pierwszego stopnia rakiety. |
| 1 grudnia 1960, 07:30:04       | Wostok 8K72   | Bajkonur (LC-1/5)       | Korabl-Sputnik 3             | Test statku Wostok. Dwa psy na pokładzie (kapsuła została zniszczona przy powrocie na Ziemię).                                                   |
| 4 grudnia 1960, 21:14          | Scout X-1     | Wallops (LA-3)          | Explorer (S-56)              | Awaria drugiego stopnia rakiety. |
| 7 grudnia 1960, 20:20:58       | Thor Agena B  | Vandenberg (75-3-4)     | Discoverer 18                | Satelita rozpoznawczy KH-2. |
| 15 grudnia 1960, 09:10         | Atlas Able    | Cape Canaveral (LC-12)  | Pioneer P-31                 | Sonda księżycowa. Eksplozja rakiety nośnej. |
| 20 grudnia 1960, 20:32         | Thor Agena B  | Vandenberg (75-3-5)     | Discoverer 19                | Testy instrumentów dla programu MIDAS. |
| 22 grudnia 1960, 07:45:19      | Wostok 8K72K  | Bajkonur (LC-1/5)       | Wostok-1 No. 4               | Test statku Wostok. Awaria rakiety nośnej. Kapsuła z dwoma psami pomyślnie wylądowała.                                                           |

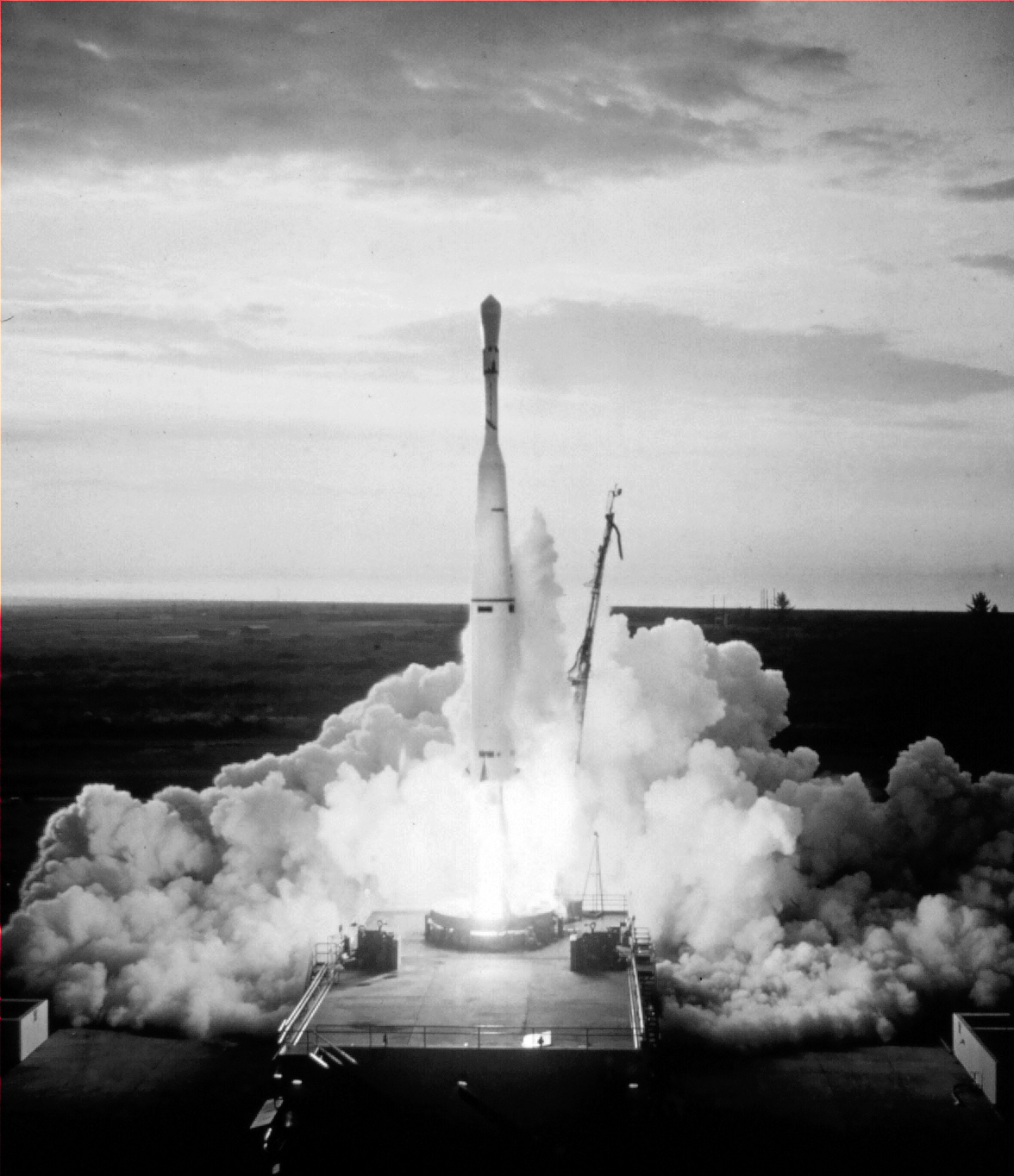
Thor Able II (TIROS 1)
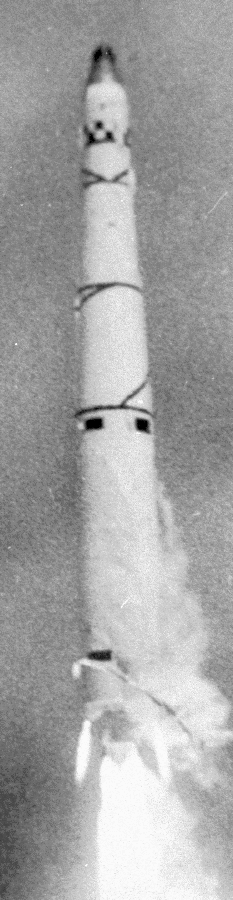
Thor Agena A (Discoverer 11)
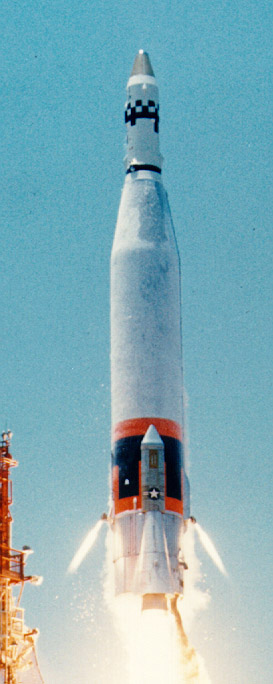
Atlas Agena A (MIDAS 2)
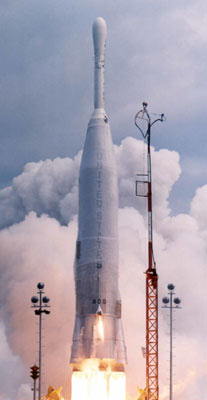
Atlas Able (Pioneer P-30)
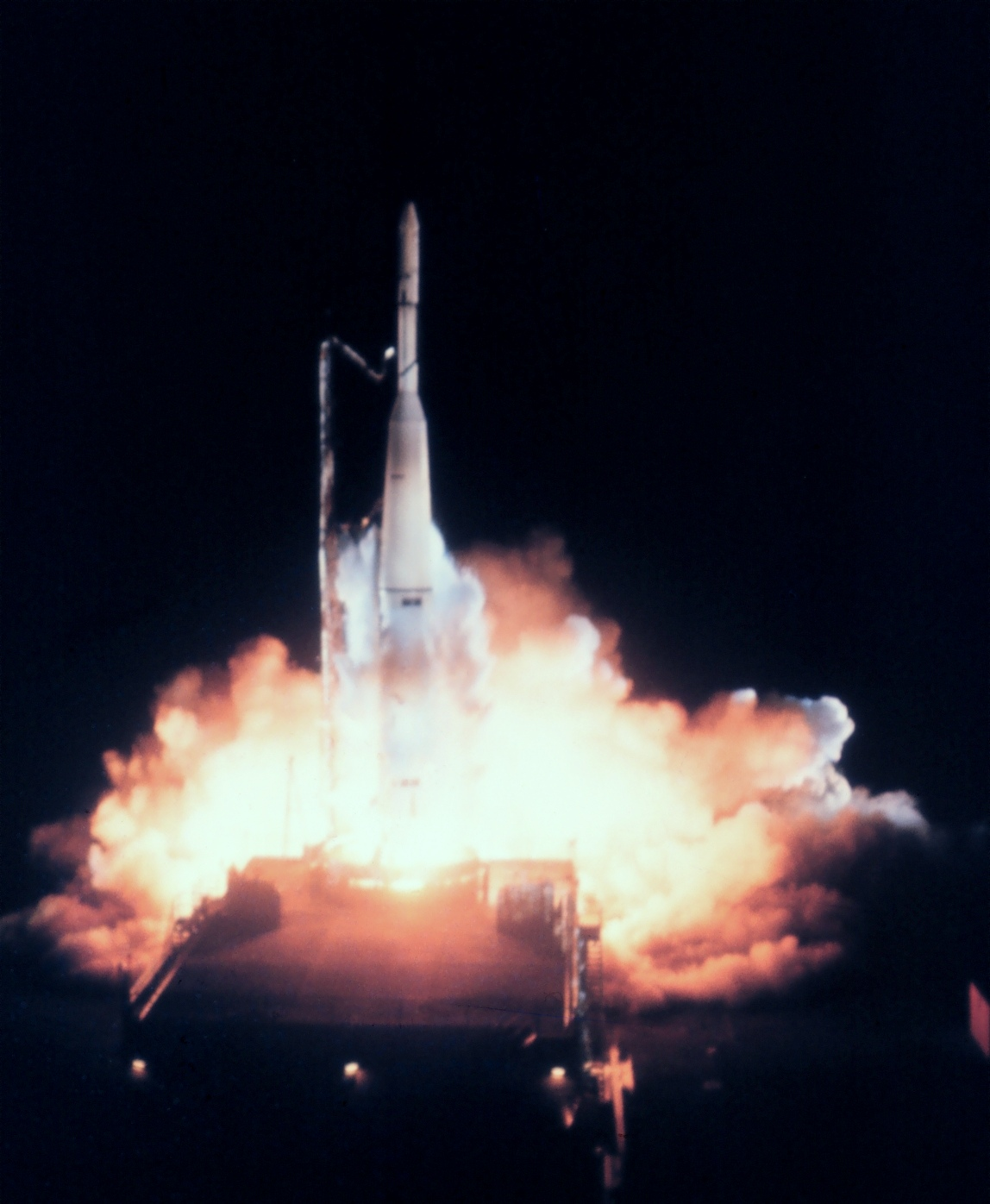
Thor Delta (TIROS 2)
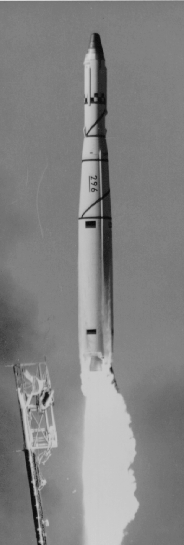
Thor Agena B (Discoverer 18)